# Yuri!!! on ICE
《Yuri!!! on ICE》（日语：ユーリ!!! on ICE）是由日本動畫公司MAPPA製作的原創花式滑冰題材電視動畫。自2016年10月5日起播放至同年12月21日止，全12集。劇情描述日本花式滑冰運動員勝生勇利、他的偶像（後來成為教練）的俄羅斯滑冰冠軍維克托、以及俄羅斯新生代滑冰運動員尤里互相切磋，並參加国际滑冰联盟花样滑冰大奖赛的故事。
在日本，作品的BD平均銷量超過4萬張，還獲得了東京動畫獎票選年度最佳動畫等多項殊榮。

## 劇情大綱
勝生勇利是24歲的花式滑冰選手，雖有相應實力，但於花式滑冰大獎賽總決賽時因精神不堅定而失敗，之後又在日本大賽上慘敗。受此影響，在賽季結束後開始考慮退役，並回到了故鄉九州長谷津。
某一日，由於勇利私下模仿奪得世界花式滑冰錦標賽五連霸的俄羅斯花滑界王者維克托·尼基福羅夫的試滑影片被意外上傳至網路，使勇利受到維克托的關注。維克托來到日本並自願擔任勇利的教練。然而與維克托有成人組初戰編舞約定的俄羅斯滑冰界新星尤里·普利謝茨基隨後也來到日本要求維克托履諾擔任自己的教練。
維克托以「愛」為主題替兩人以相同旋律、不同編曲的曲子編排節目，勇利以「慾望的愛」（Eros）；尤里則以「純潔的愛」（Agape）為主題。面對與自己的天性截然不同的曲子，沒有戀愛的經驗、對性愛也完全沒有概念的勇利受到維克托的話語啟發後，將性愛解讀為讓人無法正確判斷的情愫；同時，自負高傲的尤里也在訓練中想起把自己帶大的祖父，並認識到祖父對自己的愛是無償的博愛。在維克托的意旨下，兩人在長谷津町滑冰場舉辦的比賽「温泉 on ICE」中分出勝負。
在温泉 on ICE中取得勝利並找回自信的勇利，以「愛」為主題再度挑戰花式滑冰大獎賽。在美國、加拿大、中國、日本、法國和俄羅斯六個分站賽中，勇利被分到中國站和俄羅斯站，並成功以微差爭得出賽權，再度問鼎總決賽。在總決賽前夕，勇利為感謝維克托對自己的付出，維克托為祈勇利能獲得優勝，兩人互相交換了金戒指。最終，尤里在比賽裡奪下金牌、勇利抱得銀牌。

## 登場人物

### 主要人物
勝生勇利（聲：豐永利行）
23歲→24歲。生日：11/29。身高173cm，國籍：日本
本作主角，日本的「Yuri」。具有將自身舞蹈化為音樂的獨特節奏、豐沛的情感和想像力、超強體力，擁有在國際賽事上奪取獎牌的技術實力，但弱點是自信極為不足，且不擅抗壓的日本花式滑冰重點培養選手，被稱為「日本王牌」，自幼學習芭蕾，在美奈子的建議下開始滑冰。
12歲時在電視上看見在世界青少年大賽的維克托．尼基福羅夫，從此成為維克托的超級迷弟，在房間貼滿維克托的海報，在許多花滑技術上也模仿維克托，之後還模仿他養了一隻貴賓犬並以維克托命名。
18歲時前往底特律的滑冰訓練基地，5年內未曾歸家，但在初次的大獎賽決賽中，因為各種壓力而失敗落到第六名，之後參加日本大賽慘敗落到第十一名；23歲時與教練解約，為了確定前路而回到故鄉九州長谷津町。家中開溫泉旅館「勝生烏托邦」。為了找回當初溜冰的樂趣，對兒時玩伴西郡優子模仿了維克托當季的自由滑曲目『伴我身旁別離開』，試滑影片被西郡家冰迷三姐妹上傳至網路，在花滑界引起討論，觀賞者包括維克托·尼基福羅夫，並讓他決意要前往日本成為勇利的教練。
在自己的偶像維克托因緣際會來到日本，並對自己的幫助和引導下，勇利重拾信心，決定再次拚盡全力賭上一切去挑戰最終的賽季。
性格內向且敏感，不易對人打開內心，在情緒不安和煩悶時經常獨自一人練習。在滑冰以外的場合會戴眼鏡。喜歡的食物是炸豬排蓋飯，但因體質易胖而不能常吃。常被尤里稱作「豬」（或豬排蓋飯）。剛回到長谷津時因壓力嚴重發福的身材備受美奈子與維克托責備，後經過練習漸漸回復身材。雖然也曾有追求者(「Yuri on Ice」的作曲者，在底特律訓練基地時認識的音樂大學女學生)，但自身從來沒有戀愛經驗。雖然看起來軟弱，但其實相當好強，常常不聽身為教練的維克托的叮嚀。心裡對維克托十分依賴，擔心他會與尤里回俄羅斯而誓言表現好Eros的曲目，並於溫泉on ICE戰勝，成功留住維克托。每結束一場表演最在意的就是他的反應與評價。此外，一旦表現極佳便會開始強烈地不安，並對他人優良的表現感到恐懼，不過對著維克托第一次在決賽前哭過一場後便釋放了壓力。
在大獎賽決賽中以0.12分的些微差距輸給尤里拿到銀牌，並突破了維克托的自由滑紀錄，之後與維克托相約要一同參加下次的賽季。
個人曲目有在長谷津奠下基礎的「關於愛～Eros～」以及和維克托一起完成的「Yuri on ICE」。服裝選用了維克托過去所穿的。
一旦喝醉就會像父親一樣情緒異常亢奮並且失憶，因此原本戒了酒，但曾在去年宴會上因決賽失落而借酒澆愁，結果與尤里、維克托尬起舞來，還和瑞士選手克里斯跳了鋼管舞，並開玩笑般和維克托約定來他家當教練。所有畫面都在第10話的片尾從選手們的手機相片中揭露。儘管自己忘記醉酒期間的事，但因此令維克托和在場的選手們徹底記得當時成績墊底的他。
維克托·尼基福羅夫（Victor Nikiforov（Виктор Никифоров），聲：諏訪部順一）
27歲。生日：12月25日，身高180cm，國籍：俄羅斯
跟勇利形成對比，是一位有著強大自信、優雅風度、完美的跳躍技術和樂曲詮釋的全能型選手，被稱為『俄羅斯的英雄』，以及最受歡迎的男人。
舉世矚目的花滑界傳奇人物，是大獎賽和錦標賽五連霸的最頂尖花滑選手，不但是許多花滑選手的偶像，也是他們最明顯的生涯標竿。
維克托最喜歡『出乎意料的驚喜』，他的表演宗旨也是如此，對他來說，讓觀眾感到驚喜，才代表他的表演成功。但由於已經到了滑冰選手的高年齡群且選手生涯已達顛峰，在故事開頭就有傳聞他是否會退休，而本人奪下了兩大賽的金牌粉碎了退役傳言；但維克托其實已經遇到無法再讓觀眾感到驚喜的瓶頸期，也無法再進行自我突破，也因此宣布暫停下一個賽季；就在這時，維克托看到了勇利模仿自己的『伴我身旁別離開』的試滑影片，在勇利身上看到了能彌補自己不足的新的可能性，再加上其他一些原因（在宴會上，醉酒的勇利開玩笑般約定若他鬥舞勝利，維克托就來他家温泉旅館遊玩及擔任教練），因此不顧雅科夫教練的挽留，前往日本成為勇利的教練。
在長谷津因為勇利與尤里都對自己有所要求，便想出以溫泉on ICE決勝負的方法，並指定兩人各自演出（他們所認為）與自己風格相反的曲目，還分別戲稱忿忿不平的兩人是小豬與小貓。
雖然個性看似十分隨性愛玩，其實在花滑上十分嚴格，對他人的觀察直覺性極強，因此知道如何引導勇利發揮自身的魅力和潛力；不過維克托在做教練一職上仍有不足之處，在勇利因為壓力而瀕臨崩潰時，並未採取適當措施。剛成為勇利教練時為了更了解他而多次主動親近，卻遭到冷淡回應，後來勇利解釋是因不想被維克托發現他失落的一面（以及不知怎的感到害怕接近他這個人）。隨著八個月的相處，彼此的師徒情感漸漸成熟，並且有了真正的信任。原本和勇利約定教練身分只到他拿金牌為止，但決賽前勇利提起此事時卻感到憂傷，並第一次流淚。除了勇利，也關心著尤里，可以說是他的另一個學生。
有一隻養了數年的貴賓犬，維克托視之為家人，名字是馬卡欽，前往日本時也一直帶在身邊，比賽期間因為在勇利家吃下糰子被急送醫院，於是受勇利要求放下對他的擔憂趕回日本，並委託雅各夫暫時代任教練。
故事中沒有描述特別喜愛的食物，但是來到日本以後喜歡上炸豬排蓋飯。也喜歡鴨血、醉蝦等中國菜。過去曾留過長髮。
尤里·普利謝茨基（Yuri Plisetsky（Юрий Плисецкий），聲：內山昂輝、古城門志帆（幼年））
生日：3月1日，15歲。身高163cm，國籍：俄羅斯，名字是俄羅斯的「Yuri」。
俄羅斯新生代天才滑冰選手，被賽評稱為「不斷成長的美麗怪物」。與維克托師出同門，同為雅科夫的門徒。由於天賦異秉，年少有成，再加上家庭因素，因此生性孤僻傲慢，不擅交友，同時是個脾氣暴躁的毒舌派。在前一年的大獎賽決賽身為少年組的冠軍得主，看到勇利的花滑比賽，尾隨到廁所對勇利說滑冰界不需要兩位「Yuri」並要他退役。
金髮碧眼的美少年，因其十分美貌及冰場上的優雅身姿被稱為「俄羅斯的妖精」，然而一離開冰場便變回本性暴戾的俄羅斯不良少年。在接受國家援助時的青年組時期就已經成為家中經濟棟樑的他有這樣勇敢堅強的一面。
和雙親的關係疏離，與祖父關係非常親密，被他以小名「尤拉奇卡」稱呼，是少數不會發脾氣以及最希望其觀賞比賽的對象，只有在祖父面前會露出坦率的一面。當他對Agape（不求回報的愛）的含義迷惘而心急如焚時，他找出的解答便是祖父。
原本看不起為失敗哭哭啼啼的勇利，挑釁了他一番，其實很關注他的才能。喜歡以「豬」、「豬排蓋飯」蔑稱他。過去曾讓尚未發育完全的身體做劇烈的四周跳躍而被雅科夫責罵，但維克托則抱持欣賞的態度，於是尤里與他約定優勝後讓他為自己編曲目。然而維克托完全忘記此事，令他憤而隨行到日本。
在溫泉 on ICE被指定滑Agape的曲目。比起勇利要有自信，但有時候會情緒浮躁而無法融入曲目。技巧高超，比賽時也有很強的自我調適能力，卻因為年齡及體型緣故體力稍差。後與勇利對決敗北，體悟到了與人競爭的動力，並有所成長。回到俄羅斯後接受莉莉亞指導，為了勝利，開始自願進行刻苦的訓練，提升自己的體力和技術，也在美的境界上更進一步。
15歲第一次出戰大獎賽成人組就進入決賽。此外將以調戲他為樂的J.J.視為另一個棘手人物。
在日本的期間，熟人為與勇利區別，另稱他為「尤里奧」（ユリオ）。一開始不認同，後來索性接受了。自稱「俄羅斯的ice tiger 」，超喜歡虎、豹等猛獸花紋的服裝或物品（剛到日本時避免著暴露行蹤，卻在發現喜歡的衣服後立刻發了動態），風格鮮明，但旁人卻認為他是貓的形象。
其狂熱粉絲稱為「Yuri Angels」，所有賽場上都會出現而十分有名，有時甚至會做出類似跟蹤狂的行為，令尤里十分困擾。和他祖父一樣以尤拉奇卡稱呼他，且與本人意願無關地全體都戴著貓耳，合照時尤里總是不情願的表情，但其實對粉絲投注了一些關心。自己有飼養一隻貓Potya。
一次被粉絲團跟蹤陷入困境時曾被奧塔貝克救起，兩人深入交流後結為好友和互相仰慕的關係。
在大獎賽成人組決賽中得到金牌，成為歷代最年輕的冠軍，也打破維克托的短節目紀錄。
喜歡的食物是祖父烹製的皮羅什基，到日本一遊後喜歡上炸豬排蓋飯（祖父後將豬排飯與皮羅什基結合），也將祖父做的豬排飯皮羅什基送給勇利當生日禮物。雖然平時口不留情，但也有善於觀察他人及善良的一面。
其他人際關係，包含俄羅斯的練習夥伴，常常跟他鬥嘴的米拉。以及在他回國後仍保持聯絡的優子。也認識波波維奇，不過忘了看他的FS。雖然常常跟雅科夫和莉莉亞頂嘴，但其實很重視他們。
個人曲目有在長谷津奠下基礎、以無償的愛為主題的「關於愛～Agape～」、「鋼琴協奏曲B小調Allegro APpasionato」。

### 勝生家
勝生利也（聲：紺野相龍）
54歲。勇利的父親，溫泉旅館勝生烏托邦（ゆーとぴあ かつき）的經營者。
勝生寛子（聲：速見圭）
49歲。勇利的母親。溫泉旅館勝生烏托邦（ゆーとぴあ かつき）的老闆娘。
勝生真利（聲：坂井恭子）
30歲。勇利的姊姊。把尤里稱作尤里奧的始作俑者。

### 西郡家
西郡豪（聲：福山潤、內藤有海）
24歲。勇利的兒時玩伴，西郡優子的丈夫、三胞胎的父親。和優子一同經營當地的滑冰場。
西郡優子（聲：伊瀨茉莉也）
25歲。勇利的兒時玩伴，西郡豪的妻子、三胞胎的母親。兒童時期是玩伴中滑冰技術最好的，是大家的麥當娜、勇利的初戀對象，但兩人並未交往過。對待勇利非常好，兩人都崇拜維克托，自幼便常常一起模仿他的滑冰技巧。對於維克托來到長谷津相當驚喜，也在尤里回俄羅斯後仍與他保持聯絡。曾對著散發色氣的維克托與尤里噴出鼻血。
西郡空挧流、西郡流譜、西郡流麗（Nishigōri Akuseru、Nishigōri Ruttsu、Nishigōri Rūpu，聲：矢島晶子）
6歲。西郡夫婦的三胞胎女兒。受父母的影響成了超級滑冰迷。是勇利的粉絲，由於偷用母親的影片分享網站帳號、間接成了維克托來到日本的始作俑者。認識尤里後也會在他的場合替他加油。
三人的名字取自一周半跳（Axel jump）、勾手跳（Lutz jump）和後外跳（Loop jump），是花式滑冰業餘比賽裡六種常見跳躍中難度最高的三種。

### 與主要角色相關的人物
美奈子（聲：小松由佳）
勇利的芭蕾舞教師，個性開朗熱心。在當地開設芭蕾舞教室，隨著地方人口外流招收不到學生。她曾是著名的舞蹈演員。
雅科夫·費爾茲曼（Yakov Feltsman（Яков Фельцман），聲：手塚秀彰）
70歳。是維克托、尤里、格奧爾基、米拉的教練。個性嚴肅，強力反對維克托擔任教練(因為維克托的個性不適合當教練)。經常責罵尤里而被他頂嘴，但也很積極地在培養他。在維克托暫回日本的期間充當勇利的臨時教練。
是日本動漫中少有的猶太人角色之一。
切萊斯蒂諾·恰爾迪尼（Celestino Cialdini，聲：落合弘治）
45歳，意大利籍。披集的教練，勇利和約翰的前任教練，很關心學生。口頭禪是「ciao ciao」(意大利語「你好」)，被披集當作暱稱。害怕吃生食。
莉莉亞·巴拉諾芙斯卡雅（Lilia Baranovskaya（Лилия Барановская），聲：田村聖子）
前莫斯科大劇院芭蕾舞團的首席，雅科夫的前妻。尤里歸國後受雅科夫之邀擔任他的教練，為了加緊訓練而讓兩人搬來其住所。性格嚴肅，重視美感，致力於激發出尤里美的部分。

### 各國代表選手
克里斯多夫·賈科梅蒂（Christophe Giacometti，聲：安元洋貴）
25歲。身高183cm，國籍：瑞士。
以性感的表演為特色，從勇利的少年時代起就和他一同參賽，和維克托也是競爭對手關係，或許是追趕他最久的選手。常常進入決賽，卻總是被維克托奪走金牌，不過也是備受矚目的能手。性格浪漫，常常在表演中自我沉醉。
南健次郎（聲：村瀨步）
17歲。身高155cm，國籍：日本。
個性天真開朗。剛剛進入成人組的男子單人滑冰選手。博多腔。父母是醫生，哥哥也是醫大學生。在去年的全日本選手權大賽中進入上位，分數大大超越滿是失誤的勇利，最受期待的選手。是尊敬勇利的狂熱粉絲，還選用勇利認為是自己黑歷史的服裝作為參賽服，並對他說他沒有什麼黑歷史。今年的中四國九州地區予選短節目第四名、自由滑綜合結果第二名。期望勇利繼續現役選手的身分，有天能在花式滑冰大賽上一同競爭。
披集·朱拉暖（Phichit Chulanont（พิชิต จุลานนท์），聲：小野賢章）
20歲。身高165cm，國籍：泰國。
勇利在底特律時的隊友和室友，在勇利回國之後也回到泰國曼谷的家用冰場，現今仍和勇利保持聯絡，算是關係良好的朋友。性格熱情善良。在上個賽季中獲得四大洲選手權第3名，也是東南亞地區首位入選決賽的選手。社群網路服務狂熱者，非常喜歡到處遊玩自拍上傳，在西班牙決賽前等不及勇利聯絡便自己先跑出去玩了。
季光虹（Guang Hong Ji，聲：本城雄太郎）
17歲。身高160cm，國籍：中國。
特徵是雀斑。夢想是成為好萊塢明星。在夏季的加拿大合宿中買了大量的洋服。稍微有些憧憬朋友披集，在他的影響下開始把自拍照上傳到社群媒體上。性格羞澀，雖然想要隱藏，卻仍然暴露出自己愛追逐潮流的性格。討厭火鍋。美國大賽得到第3名，勇利出場的中國大賽也有出戰，但短節目第6名而沒有晉級總決賽。
雷歐·德·拉·伊格萊西亞（Leo de la Iglesia，聲：土岐隼一）
19歲。身高167cm，國籍：美國。
美籍墨西哥人。關心朋友，充滿娛樂精神。連編舞都親自實行的那份充滿獨創性的流程令觀眾為之傾倒。也經常更新社群媒體，發信能力很高。盡全力地享受着比賽。
格奧爾基·波波維奇（Georgi Popovich（Георгий Попович），聲：羽多野涉）
25歲。身高178cm，國籍：俄羅斯。
維克托和尤里的隊友，教練是雅科夫。個性認真，是雅科夫的學生當中唯一會好好聽話的學生。對於自己藝術方面的感性有着絕對的自信。在維克托不在的賽季中總算得以嶄露頭角，但未能晉級決賽。將對劈腿女友的感情投入表演中，不過和新男友到場觀看的她卻毫不領情。後來總算走出傷痛，投入新戀情。
埃米爾·尼古拉（Emil Nekola，聲：日野聰）
18歲。身高183cm，國籍：捷克。
性格溫柔樂天，表裡如一。具有充滿活力的滑冰技巧，在非賽季的時候喜愛極限運動，總是讓教練擔驚受怕。對米凱萊來說是手下一樣的存在，有着像弟弟般的氣質。幾乎不會緊張、總是一派游刃有餘的態度。
奧塔貝克·阿爾京（Otabek Altin（Отабек Алтын），聲：細谷佳正）
18歲。身高168cm，國籍：哈薩克斯坦。
不怎麼表露出感情，也不太和其他選手交流，一心只想着滑冰的事情。沉默而羞澀，但在滑冰方面卻十分有自己的想法。在上個賽季的世界選手權當中成人組出道並獲得第3名。在大賽系列中是本季度首次參賽的黑馬。不善芭蕾等需要柔軟度的技術，以毫不猶豫的跳躍技巧為其強項。身為哈薩克的英雄，在國民間有着極大人氣。欣賞著尤里的才能，與他結為好友。
約翰-雅克·勒魯伊（Jean-Jacques Leroy，聲：宮野真守）
19歲。身高178cm，國籍：加拿大。
綽號是J.J.。有句名言「It's JJ's style!」，搭配雙手比J的姿勢。非常自戀而自稱有王者風範，愛說大話，卻是個總能將自己想要得到的榮譽拿到手的言出必行的男人。
在非賽季時會為慈善活動出力，也和搖滾樂隊合作，為自己參賽歌曲作曲填詞。在選手間似乎沒有人緣，講話曾被集體無視，同時曾被維克托冷漠應對、喜歡調戲尤里而被他視為眼中釘。因和教練們(包括切萊斯蒂諾)、其他滑冰選手們自小相處不合，所以由自己的父母親自擔任教練，陪伴他參賽。
父母是冰上舞蹈的前奧運冠軍，弟妹也作為年輕選手活躍着，是花式滑冰的世家。美國和俄羅斯大賽的冠軍，GPF及世界選手權的金牌最有力候補。比賽途中曾因內心壓力及對選手們的畏懼一時失常落得墊底，不過最後仍發揮了原有的水準。
其粉絲團稱為「JJ Girls」。有一個熱戀中的未婚妻，曾承諾自己贏得大滿貫(一年內所有賽事的金牌)後就和對方結婚。
米凱萊·克里斯皮諾（Michele Crispino，聲：前野智昭）
22歲。身高179cm，國籍：義大利。
顛覆了意大利男人印象的硬派處男。女子單人世界排名第4的雙胞胎妹妹薩拉·克里斯皮諾總是會來賽場為他聲援。妹控，會讓接近妹妹的傢伙們全下地獄。滑冰的意義幾乎都是為了妹妹，因此當薩拉提出以後不會再來為他加油、兩人即使獨立也必須往前看的時候相當悲慟，彷彿永遠訣別一般，並將對妹妹的道別與情感投入表演中。日本大賽第三名。俄羅斯大賽短節目第5名。
李承吉（Seung-gil Lee（이승길），聲：野島健兒）
20歲。身高170cm，國籍：韓國。
面無表情的冰山派。平常總在發呆，但一到比賽時就會帶着冷酷的眼神狂舞，這種變化正是其魅力。作為運動員並不了解潮流。身為美形滑冰選手而很有人氣，卻是個厭惡女性的禁慾者。似乎被米凱萊的雙胞胎妹妹薩拉所迷戀，不過卻相當狠毒地拒絕而令對方兄妹憤怒。他和維克托相反，完全不會給粉絲一點甜頭，能一邊滑冰一邊計算自己演技所應得的分數。日本大賽第二名。俄羅斯大賽短節目第4名。
米拉·芭比切娃（Mila Babicheva（Мила Бабичева），聲：土井真理）
18歲，俄羅斯人。尤里在俄羅斯的同期夥伴，是頂尖女性滑冰選手之一，排名是世界第三。喜歡挑逗尤里讓他衝著自己大罵。已與出軌的男友分手。
薩拉·克里斯皮諾（（Sara Crispino）　聲：皆瀨真里香、大官英里（少女時代））
國籍：義大利。米凱萊的双胞胎妹妹。世界排名第4的單人女子選手。希望米凱萊能夠獨立，因此決定不再在等分席為哥哥打氣。

### 其他
諸岡久志（聲：加藤泰平）
27歲。喜歡滑冰的熱血播音員。
以現實中的朝日電視台播音員加藤泰平為原形，並由本人擔任配音。
本田武史（聲：本田武史（本人））
現實世界中的日本花式滑冰運動員，親自參與演出，擔任解說員。
織田信成（聲：織田信成（本人））
現實世界中的日本花式滑冰運動員，親自參與演出。在勇利出場的比賽中擔任解說員。
史蒂芬·蘭比爾（Stéphane Lambiel，聲：史蒂芬·蘭比爾（本人））
現實世界中的瑞士花式滑冰運動員，親自參與演出。在大獎賽總決賽中擔任記者。
藤原晃（聲：石原朋典）
大西悠人（聲：中尾智）

## 製作人員
- 原案：久保光郎、山本沙代
- 導演：山本沙代
- 劇本統籌：山本沙代
- 首席演出：宍戶淳
- 花式滑冰編舞設計：宮本賢二
- 人物設定、總作畫監督：平松禎史
- 畫面設計：淡輪雄介
- 美術設計：田村盛揮
- 美術監督：水谷利春
- 攝影監督：大山佳久
- CG監督：高村智
- 編輯：長坂智樹
- 音響監督：清水洋史
- 音樂：梅林太郎、松司馬拓
- 音樂製作：PIANO
- 音樂製作人：冨永恵介
- 動畫製作人：野田楓子、小川崇博
- 動畫製作：MAPPA
- 製作：Yuri!!! on ICE製作委員會

## 主題曲
片頭曲「History Maker」
作詞、主唱：藤岡靛，作曲：藤岡靛、梅林太郎、松司馬拓
片尾曲「You Only Live Once」
作詞：西寺郷太，作曲：彦田元氣，編曲：彦田元氣、冨永恵介，主唱：YURI!!! on ICE feat. w.hatano

## 劇中曲

### 短曲用音樂
| 角色                  | 曲名                                                                                        | 作詞                            | 作曲                      | 編曲                      | 表演者                             |
| --------------------- | ------------------------------------------------------------------------------------------- | ------------------------------- | ------------------------- | ------------------------- | ---------------------------------- |
| 勝生勇利              | 愛について〜Eros〜 關於愛〜Eros〜                                                           |                                 | 梅林太郎 松司馬拓         | 松司馬拓                  | 松司馬拓 featuring 沖仁            |
| 尤里·普利謝茨基       | 愛について〜Agape〜 關於愛〜Agape〜                                                         | 宮城徳也、冨永恵介              | 梅林太郎                  | 梅林太郎                  | 梅林太郎 featuring 杉山劉太郎      |
| 披集·朱拉暖           | 電影"王様とスケーター"主題曲「Shall We Skate?」 電影 國王與溜冰手 主題曲「Shall We Skate?」 | 久保ミツロウ （英譯：sugar me） | 松司馬拓 ハヤシベトモノリ | 松司馬拓 ハヤシベトモノリ | 松司馬拓 featuring The Soulmatics  |
| 季光虹                | La Parfum de Fleurs                                                                         |                                 | 松司馬拓                  | 松司馬拓                  | 松司馬拓指揮 Ensemble FOVE         |
| 雷奧·德·拉·伊格萊西亞 | Still Alive                                                                                 | sugar me                        | 梅林太郎 ハヤシベトモノリ | 梅林太郎 ハヤシベトモノリ | 梅林太郎 featuring MATT CAB & WISE |
| 克里斯托夫·賈科梅蒂   | Intoxicated                                                                                 | sugar me                        | 梅林太郎                  | 梅林太郎                  | 梅林太郎（Vocal：Jovette Rivera）  |
| 米凱萊·克里斯皮諾     | 電影"Destiny Of Knights"主題曲「L'homme Armé」                                              |                                 | 松司馬拓、米田望          | 松司馬拓、米田望          | 松司馬拓                           |
| 約翰-雅克·勒魯伊      | Theme of King JJ                                                                            | sugar me                        | 梅林太郎                  | 梅林太郎                  | 梅林太郎 featuring Linus Norda     |
| 李承吉                | Almavivo                                                                                    |                                 | 松司馬拓                  | 松司馬拓                  | 松司馬拓                           |
| 奧塔別克·阿爾京       | ≪サマルカンド≫序曲                                                                          |                                 | 松司馬拓                  | 松司馬拓                  | 松司馬拓指揮 Ensemble FOVE         |

### 自由滑用音樂
| 角色                | 曲名                                                                                          | 作詞                                               | 作曲                                  | 編曲                       | 表演者                                         |
| ------------------- | --------------------------------------------------------------------------------------------- | -------------------------------------------------- | ------------------------------------- | -------------------------- | ---------------------------------------------- |
| 維克托·尼基福羅夫   | アリア《離れずにそばにいて》 伴我身旁別離開                                                   | 久保ミツロウ （義語譯： Edoardo Gerlini 上田シマ） | 松司馬拓                              |                            | 松司馬拓指揮 Ensemble FOVE （Tenor：工藤和真） |
| 勝生勇利            | Yuri on ICE                                                                                   |                                                    | 梅林太郎                              | 梅林太郎 冨永恵介          | 梅林太郎                                       |
| 南健次郎            | Minami's Boogie                                                                               | 梅林太郎 村田陽一                                  | 梅林太郎                              |                            | 梅林太郎                                       |
| 季光虹              | 電影"上海ブレイド"主題曲「The Inferno」 電影"上海刀"主題曲「The Inferno」                     | 松司馬拓、米田望                                   | 松司馬拓、米田望                      | 松司馬拓（sax：上野耕平）  |                                                |
| 克里斯托夫·賈科梅蒂 | スペイン狂詩曲 西班牙狂想曲                                                                   | sugar me                                           | 松司馬拓                              | 松司馬拓                   | 松司馬拓指揮 Ensemble FOVE                     |
| 披集·朱拉暖         | 映画"王様とスケーター2"主題曲「Terra Incognita」 電影"國王與溜冰手2"主題曲「Terra Incognita」 | 松司馬拓 冨永恵介                                  | 松司馬拓                              | 松司馬拓                   | 松司馬拓 featuring U-zhaan                     |
| 格奧爾基·波波維奇   | A Tales of Sleeping Prince                                                                    | sugar me                                           | 梅林太郎                              | 梅林太郎                   | 梅林太郎 featuring AISHA                       |
| 埃米爾·尼古拉       | Anastasis                                                                                     |                                                    | 梅林太郎                              | 梅林太郎                   | 梅林太郎                                       |
| 米凱萊·克里斯皮諾   | Serenade for Two                                                                              | sugar me                                           | 梅林太郎、松司馬拓                    | 梅林太郎、松司馬拓         | 梅林太郎 & 松司馬拓 featuring Wouter Hamel     |
| 尤里·普利謝茨基     | ピアノ協奏曲 ロ短調 アレグロ・アパッショナート 鋼琴協奏曲B小調Allegro Appassionato            |                                                    | 松司馬拓                              | 松司馬拓                   | 松司馬拓指揮 Ensemble FOVE（Piano：實川風）    |
| 約翰-雅克·勒魯伊    | Partizan Hope                                                                                 | 梅林太郎、冨永恵介                                 | 梅林太郎、冨永恵介                    | 梅林太郎                   |                                                |
| 奧塔別克・阿爾京    | 貝多芬第9號交響曲 第2樂章「降臨」-建国版-                                                     | 堀内貴晃                                           | Ludwig van Beethoven（作曲） 松司馬拓 | 松司馬拓指揮 Ensemble FOVE | 松司馬拓指揮 Ensemble FOVE                     |

## 各話標題
| 話數 | 日文標題 | 中文標題                                      | 香港標題                                     | 分鏡                                           | 演出                       | 作畫監督 |
| ---- | -------- | --------------------------------------------- | -------------------------------------------- | ---------------------------------------------- | -------------------------- | --- |
| 第1  |          | 甚麼皮羅什基！！含淚的大獎賽決賽              | 什麼皮羅什基呀！！含淚的大獎賽總決賽！       | 山本沙代                                       | 宍戶淳                     | 平松禎史、伊藤憲子 |
| 第2  |          | 兩個YURI！？烏托邦之亂                        | 兩個YURI！？烏托邦之亂                       | 宍戶淳                                         | 豬狩崇                     | 近岡直、芳賀亮、梅津茜、沓澤洋子                                                                                              |
| 第3  |          | 我即是EROS，EROS即是我！？ 對決！溫泉 on ICE  | 我即是EROS，EROS即是我！？ 對決！溫泉 on ICE | 大鹽萬次郎 山本沙代                            | 久木晃嗣                   | 伊藤憲子、中村佑美子、LEE MIN BAE                                                                                             |
| 第4  |          | 要喜歡上自己···完成！！自由滑節目             | 要學習喜歡自己···完成！！自由滑              | 大鹽萬次郎                                     | 新井宣圭                   | 梅津茜、芳賀亮、鎌田均 |
| 第5  |          | 滿臉通紅！！首戰哦！中四國九州大賽            | 滿臉通紅！！首戰！中四國九州錦標賽           | 宍戸淳、山本沙代                               | 小野田雄亮                 | 伊藤憲子、梅津茜、LEE MIN BAE                                                                                                 |
| 第6  |          | 大獎賽系列開幕！ 喲中國哦 中國大賽！ 短節目   | 開幕，大獎賽，China！！中國大賽 短節目篇     | 大鹽万次郎 山本沙代                            | 下司泰弘                   | 芳賀亮、崎口沙織、LEE MIN BAE                                                                                                 |
| 第7  |          | 大獎賽系列開幕！ 喲中國哦 中國大賽！ 自由滑   | 開幕，大獎賽，China ！！中國大賽 自由滑篇    | 平尾みほ、宍戸淳 大鹽万次郎、久木晃嗣          | 山田弘和                   | 伊藤憲子、鎌田均、梅津茜 |
| 第8  |          | 勇利 VS Yuri 可怕俄羅斯！！ 俄羅斯大賽 短節目 | Yuri對Yuri，好可怕！！ 俄羅斯大獎賽 短節目篇 | 小林孝志、大鹽万次郎 宍戸淳                    | 浅見松雄                   | 芳賀亮、崎口沙織、梅津茜 |
| 第9  |          | 勇利 VS Yuri 可怕俄羅斯！！ 俄羅斯大賽 自由滑 | Yuri對Yuri，好可怕！！ 俄羅斯大獎賽 自由滑篇 | 新留俊哉、宍戸淳 山本沙代、久木晃嗣            | 小林孝志 山口美浩 大藪恭平 | 關口雅浩、島崎望、手島勇人 秋田學、梅津茜、丹羽恭利、三橋櫻子                                                                 |
| 第10 |          | 超加油 不努力不行！！ 大獎賽決賽賽前特番      | 要超加油！ 大獎賽總決賽前特輯                | 立川讓、宍戸淳                                 | 森邦宏 高橋謙仁            | 崎口沙織、芳賀亮、久木晃嗣、梅津茜 竹島照子、河村夏生、朱原デーナ 三橋櫻子、有我洋美、本多みゆき 瀧野茉美、祝部由香、川原智弘 |
| 第11 |          | 超超加油 不努力不行！！ 大奖赛决赛 短节目     | 要超超加油！！ 大獎賽總決賽短節目篇          | 西村聰、宍戸淳 松田清                          | 下司泰弘                   | 梅津茜、秋田學、LEE MIN BAE                                                                                                   |
| 最終 |          | 超超超加油 不努力不行！！！ 大奖赛决赛 自由滑 | 要超超超加油！！！ 大獎賽總決賽自由滑篇      | 宍戸淳、宇田鋼之介 境宗久、竹之內和久 山本沙代 | 新井宣圭 牧田佳織 山本沙代 | 梅津茜、芳賀亮、有我洋美、崎口沙織 大城美幸、鎌田均、朱原デーナ、宮地聰子 高澤美佳、古賀誠、LEE MIN BAE                       |

## 播放電視台
| 播放日期                  | 播放時間                                                          | 播放電視台   | 播放區域 | 備註                                                                 |
| ------------------------- | ----------------------------------------------------------------- | ------------ | -------- | -------------------------------------------------------------------- |
| 2016年10月6日 - 12月22日  | 星期四 02:21 - 02:51（星期三深夜）                                | 朝日電視台   | 關東地區 | UTC+9 製作参加                                                       |
| 2016年10月8日 - 12月24日  | 星期六 01:55 - 02:25（星期五深夜）                                | 佐賀電視台   | 佐賀縣   | UTC+9                                                                |
| 2016年10月10日 - 12月26日 | 星期一 01:00 - 01:30（星期日深夜）                                | BS朝日       | 日本全國 | UTC+9 日本衛星BS廣播                                                 |
| 2016年10月12日 - 12月28日 | 星期三 01:51 - 02:21（星期二深夜）                                | 長崎文化放送 | 長崎縣   | UTC+9                                                                |
| 2018年3月3日 - 6月2日     | 星期六 23:35 - 24:05 星期日 05:00 - 05:30（星期六深夜，重播時段） | J2           | 香港     | UTC+8 粵日雙語廣播 繁體中文字幕 設網上重溫 2018年3月31日、5月5日停播 |

## 反響

### 評論
這部作品得到了廣泛的讚譽，主要是關於勇利與維克托之間的關係，而其它的角色也頗受好評。動畫新聞網的James Beckett將尤里選為2016年動畫中的最佳角色之一；Charapedia舉行的2016年最有吸引力的動畫角色調查中，維克托排名第4，勇利排名12，尤里排名19。角色的國籍和種族的多元性招來好評，而動畫的品質則毀譽參半。動畫新聞網的團隊撰文評論2016年秋季最佳與最糟的動畫，而九位評論員中有五位都將《Yuri!!! on ICE》選為最佳作品；然而、對花式滑冰的技巧術語缺乏適當的說明、動畫的品質良莠不齊和重複性過高也讓它受到負評。
本作品受到強尼·威爾、葉甫根尼婭·梅德韋傑娃、丹尼斯·丁、葉甫根尼·普魯申科、木村真人等職業花式滑冰運動員的喜歡，史蒂芬·蘭比爾、織田信成更在故事中友情客串。第十集片尾時的勇利跳鋼管舞的寫實感受到職業鋼管舞者的讚譽。
《Yuri!!! on ICE》也被其它動畫作品引用。在美國喜劇動畫《南方公園》第277集〈我們都知道是系列連載的最後一集〉中，凱爾·布拉夫斯其的弟弟BB的瀏覽器搜尋記錄裡顯示了《Yuuri on Ice!!!》，表示他曾經搜尋過這個作品。作為回應，《Yuri!!! on ICE》第十二集的閃回裡，一個童年時代的J.J.穿著和《南方公園》的埃里克·卡特曼極為相似的服裝。
另外，日本双人滑组合須崎海羽和木原龍一也在2018年2月进行的平昌冬奥会团体赛期间选用《Yuri!!! on ICE》原声带中的其中一首曲目作为背景音乐。

### 流行
動畫吸引了大量的線上支持者。根據角川Ascii綜合研究所的訊息趨勢分析顯示，在Twitter上有144萬596條關於《Yuri!!! on ICE》的文章或留言，是該季的動畫中最多的，比第二名《排球少年！！》的34萬8109則高出了一百一十萬。 此外、在第一季最後一集播出的那一天，Crunchyroll網站的串流服務癱瘓，推測是因為高頻率的網路活動導致。Crunchyroll發佈的數據顯示，《Yuri!!! on ICE》在台灣、菲律賓、越南、寮國、新加坡、波蘭、捷克、獅子山共和國、布吉納法索、馬拉威和波札那最受歡迎，不過它並不是這一季中最受歡迎的動畫，最受歡迎的是《Re:從零開始的異世界生活》。
日本影片網站niconico動畫舉辦了2016年的最佳動畫票選活動，有306,568位觀眾參與。《Yuri!!! on ICE》獲得第四名，它尤其受到女性的歡迎，有14%的女性觀眾將它列為第一。由東京動畫獎在2015年10月18日起至2016年10月15日止舉辦的2016年最佳動畫票選活動中，有480,004人參與票選，其中64,774人認為《Yuri!!! on ICE》是該年度的最佳電視動畫，位居第一。由動畫新聞網舉辦的2016年最佳動畫大調查中，《Yuri!!! on ICE》以7400票（約佔19560位讀者的37.8%）贏得第一。日本網站2ch舉行的2016年最佳動畫票選活動中，《Yuri!!! on ICE》以168票取得第十名。

### 銷售成績
《Yuri!!! on ICE》的第一輯BD在Oricon公信榜上的排名位居榜首，在三天內就賣出35,453份。《Yuri!!! on ICE》的DVD第一輯、包括限量版和一般版在內，都在Oricon動畫DVD銷售排行榜上取得第一，超過《ONE PIECE》的電影版《GOLD》，BD第二輯將在2017年1月27日發售。原聲帶《Oh!スケトラ!!!ユーリ!!!on ICE》在Oricon的CD排行榜上，首週銷量排行第3，在數位專輯類別中排行第1。

### 榮譽
《Yuri!!! on ICE》在Crunchyroll被提名為2016年的「年度動畫」 「Best Boy」（勝生勇利）、「最生動」、「最溫暖人心的場景」（第7集的接吻場景）、「最佳伴侶」（勇利與維克托）、「最佳片頭」和「最佳片尾」。

### 同性關係的描述

#### 讚譽
評論者關注的焦點之一是《Yuri!!! on ICE》對勇利與維克托之間同性關係的描述，包括在第七集中兩人的接吻場景；在第十集中、兩人互相為對方戴上金戒指、且似乎表示了他們已結婚或訂婚；在第十二集裡，維克托因為勇利提出要結束他們的關係而潸然淚下。在第十集裡，勇利與維克托交換戒指的場景被認為是作品中第一次明確地顯現出這種關係。動畫新聞網的Gabriella Ekens在文章中表示「《Yuri!!! on ICE》描繪了兩個男人之間真誠而簡樸的訂婚儀式，這在動畫中簡直前所未見，在同性婚姻不被政府和法律承認的日本更是難能可貴，因為這部動畫做了在原籍國的法律下不被允許之事。」而動畫英國新聞的Ian Wolf則表示「交換戒指的場景是本作中最棒的場景。」
這部作品也提到了一些在花式滑冰、其它運動項目及其它領域中的同性戀恐懼文化。例如在第七集的閃回裡，年輕的維克托身穿的服裝是源自於現實世界中公開出櫃的花式滑冰運動員強尼·威爾在他的職業生涯裡受到同性戀評論的服裝。威爾在接受《The Geekiary》採訪的時候表示：「我認為在運動的領域中，所有關於LGBT主題的正面意象都是好的，很不幸的是、多數花式滑冰界的掌權者都太過保守、想法也太過商業化了。我認為他們之中有很多人雖然可能喜歡且欣賞藝術和體育，但他們對於如何在商場上拓展業務和擴張權力更感興趣。我不知道《Yuri!!! on ICE》能不能改變一個六十好幾的老生意人對同志運動員的看法，但我想或許有一點點幫助吧。」除了上述的描述以外、在結局時、勇利與維克托進行雙人滑，這更是從來沒有在現實世界的滑冰競賽中出現過的。此外、評論家亦強調這部作品的兩位主角是來自LGBT權利受阻的國家。
部份評論認為，《Yuri!!! on ICE》和其它描寫同性關係的作品──例如Yaoi和Yuri作品──是完全不同的。Geek.com的Carli Velocci寫道：「他們的關係超越了任何的性行為，這表示它不會重蹈多數Yaoi和Yuri作品的覆轍」，文中又提到：「儘管他們不是動畫裡的第一對同性伴侶，但卻是第一個不以性為主題的、而且是相互扶持的同性伴侶故事之一。勇利和維克托不僅彌補了對方的不足，更因為有了對方而進一步地成長了。他們的關係是平等的、而且是革命性的，儘管說不上是前無古人。雖然你可以把維克托和勇利放入攻和受的位置裡，但考慮到他們之間的感情紐帶後，它更像是平等的……他們栩栩如生，而不僅僅是動畫裡的一對同性伴侶而已。」

#### 批評
關於這種關係的描述方式，有些人批評這部作品沒有寫實地描述這種關係，如果勇利和維克托的同性戀關係發生在現實世界中，他們必然招致對同性戀的歧視與汙名，但這部作品裡對同性戀的歧視隻字未提。其它對於這種關係的批評包括，一些觀眾否認了他們之間的關係，因為他們並沒有開誠佈公地表現自己是同性戀。在第七集中，兩個角色間的吻被維克托的手臂遮擋、沒有在畫面上顯示出來，不過也透過對白暗示確實有親吻。Kotaku的Cecilia D'Anastasio質疑這個吻為何以如此隱晦的方式呈現，因為同性戀的吻並非沒有先例，《來自新世界》就直白地展現了男同性戀間的吻。動畫女權主義的Amelia Cook批評了那些否認發生吻戲、卻又提不出確實證據的觀眾。她認為「讓維克托以手臂模糊兩人之間的吻，不可能是一種藝術表現手法，而是想讓觀眾可以自主認定他們之間是否接了吻。不同意嗎？請提出證明。至少到目前為止、將吻戲以模稜兩可的方式呈獻完全符合這部作品一貫的風格，也就是留下耐人尋味的意象、再讓觀眾自己透過對白和畫面去推敲其情節。」來自動畫英國新聞、本身是泛性戀者的Ian Wolf以自己的成長過程經驗回應，他確實需要看到一些具體的證據。他說：「雖然我是99.999%地肯定他們接了吻，不過卻還有0.001%的擔憂。我不想看大眾所看到的、而是想了解實際上究竟發生了什麼事，並且和角色們一起分享當下的感受。」在第十二集、維克托哭泣的場景中，Ian Wolf表示這就是他想要的證據。他說：「一直以來，我想看些令人喜悅的部份來證明他們的愛情，但最終卻是一件讓人傷心的事。他們的關係可能就此結束所帶來的心碎，對我而言是最後的指標。如果那個吻是最初的火花、而戒指是愛情的象徵，那淚水便是你不想結束這段關係的證據。雖然我一直以來想要的是台詞而不是潛台詞，但最後我從這個潛台詞中得到了一些回報。」
還有一些批評是來自於一些觀眾認為劇中有許多刻意討好特定族群的畫面及劇情，對感情的描摹不夠清楚等等。

## 爭議事件
2017年1月，Hallmark Channel發佈了一個新的電視電影節目，題為《Love on Ice》，是一部有關於女子花式滑冰運動員在她職業生涯走下坡時與她的新任男性教練之間的關係。由於劇情上的相似性，這部作品被一些《Yuri!!! on ICE》的支持者認為是剽竊，Hallmark Channel也被指控試圖「掰直」勇利與維克托的關係。《Yuri!!! on ICE》的支持者在公益請願網站Change.org上建立了請願書，要求解釋兩部作品間的相似之處。認為純屬巧合者提出的理據是、《Love on Ice》在2016年11月開拍，是《Yuri!!! on ICE》播出後的一個月，Hallmark Channel恐怕無法在這麼短的時間內剽竊。Hallmark Channel表示雖然曾經聽過《Yuri!!! on ICE》，但認為兩者的雷同之處純屬巧合，《Yuri!!! on ICE》的原案久保美津郎亦認為這是巧合。在這之後、在Change.org上發起請願書的發起人接受了這個說法，同意《Love on Ice》並不是剽竊之作。

## 附註

### 註解
1. ↑  中國大陸方面正版代理商譯Yuri Plisetsky
2. ↑  合一集團譯名
3. ↑  J2播映時字幕提供之翻譯

## 外部連結
- 電視動畫 《Yuri!!! on ICE》官方網站 （页面存档备份，存于） （日語）
- BS朝日 - Yuri!!! on ICE （页面存档备份，存于）（日語）
- 電視動畫「Yuri!!! on ICE」官方的X（前Twitter）（日語）